# Chelifera precatoria
Chelifera precatoria är en tvåvingeart som först beskrevs av Fallen 1815.  Chelifera precatoria ingår i släktet Chelifera och familjen dansflugor. Arten är reproducerande i Sverige. Inga underarter finns listade i Catalogue of Life.